# 普拉尼采
普拉尼采（捷克語：Plánice）是捷克的城鎮，位於該國西部，距離首府皮爾森40公里，由比爾森州負責管轄，面積55.61平方公里，海拔高度579米，2006年人口1,690，人口密度為每平方公里30人。